# Jezioro Suskie (Pojezierze Łasińskie)
Jezioro Suskie – położone jest w dorzeczu rzeki Liwy na Pojezierzu Łasińskim.
Zlewnia jeziora jest w 60% zagospodarowana rolniczo, 27% stanowią lasy, a 13% terenu jest zurbanizowane (miasto Susz). Jezioro nie posiada naturalnych dopływów powierzchniowych. Tereny zlewni są odwadniane niewielkimi rowami melioracyjnymi. Jezioro ma niewielką głębokość jak i pojemność misy jeziorowej. Powierzchnia Jeziora Suskiego wynosi 63 ha. Na jeziorze corocznie odbywają się zawody triathlonowe. Atrakcją jest także aleja spacerowo-rowerowa wokół całego jeziora z ławkami i oświetleniem.